# Сан-Грегоріо-да-Сассола
Сан-Грегоріо-да-Сассола, Сан-Ґреґоріо-да-Сассола (італ. San Gregorio da Sassola) — муніципалітет в Італії, у регіоні Лаціо,  метрополійне місто Рим-Столиця.
Сан-Грегоріо-да-Сассола розташований на відстані близько 32 км на схід від Рима.
Населення — 1627 осіб (2014).
Щорічний фестиваль відбувається 12 березня. Покровитель — San Gregorio Magno.

## Демографія
Населення за роками:

Станом на 1 січня 2023 року в муніципалітеті офіційно проживало 79 іноземців з 16 країн, серед них 39 громадян країн Євросоюзу та 2 громадяни України.

## Сусідні муніципалітети
- Капраніка-Пренестіна
- Казапе
- Кастель-Мадама
- Чичиліано
- Полі
- Рим
- Тіволі